# Coleophora delibutella
Coleophora delibutella é uma espécie de mariposa do gênero Coleophora pertencente à família Coleophoridae.